# Bleptosporium montteae
Bleptosporium montteae är en svampart som beskrevs av Speg. ex Steyaert 1961. Bleptosporium montteae ingår i släktet Bleptosporium och familjen Amphisphaeriaceae.   Inga underarter finns listade i Catalogue of Life.